# Carlos Lyra
Carlos Eduardo Lyra Barbosa (Río de Janeiro, 11 de mayo de 1933-Río de Janeiro, 16 de diciembre de 2023) fue un cantante y guitarrista brasileño.

## Trayectoria artística
Autor de numerosos clásicos de bossa nova y música popular brasileña. Junto a Roberto Menescal, fue una figura clave en la primera generación de músicos de bossa nova, que seguían de cerca el impulso de los creadores del estilo, João Gilberto y Antonio Carlos Jobim. Más tarde, unió sus fuerzas a las de Nara Leão en un esfuerzo por recuperar las raíces populares del samba brasileño. 
Realizó una gran actividad como compositor e intérprete. Entre sus composiciones más conocidas están Coisa mais linda, Você e eu, Maria Ninguém e Influência do jazz. 